# Мезон-Альфор
Мезон-Альфор (Мезонз-Альфор, фр. Maisons-Alfort) — город и коммуна во Франции, в регионе Иль-де-Франс, департамент Валь-де-Марн.
Мезон-Альфор расположен на расстоянии около 9 км юго-восточнее столицы Франции — Парижа и связан с ним линией метро, и в 3 км северо-западнее столицы департамента Валь-де-Марн — г. Кретей.
Население согласно переписи на 2010 г. составляет — 52 943 человек.
Город известен как место нахождения французской Национальной ветеринарной школы (фр.), самой известной ветеринарной медицинской школы во Франции.

## История
Первоначально, Мезон-Альфор назывался просто Мезон (фр. Maisons). Название происходит от средневекового латинского слова Mansiones, что означает «дом». Во время Великой французской революции к городку была присоединена деревня Альфор, и он стал носить имя Мезон-Альфор.

## Города-побратимы
- Германия, Мёрс

## Фотографии

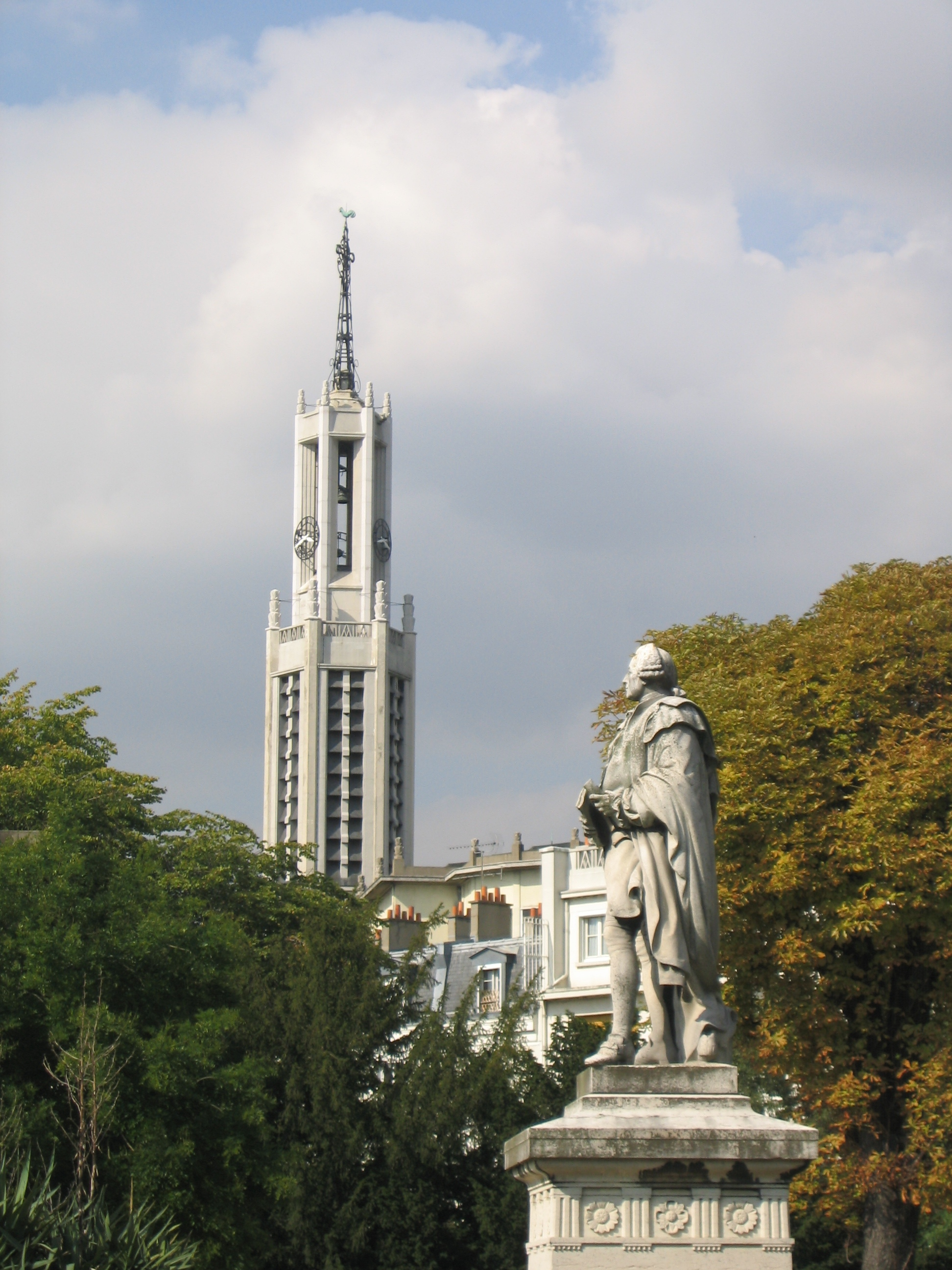
Памятник основателю Национальной ветеринарной школы в Альфоре (фр.) — Клоду Буржела
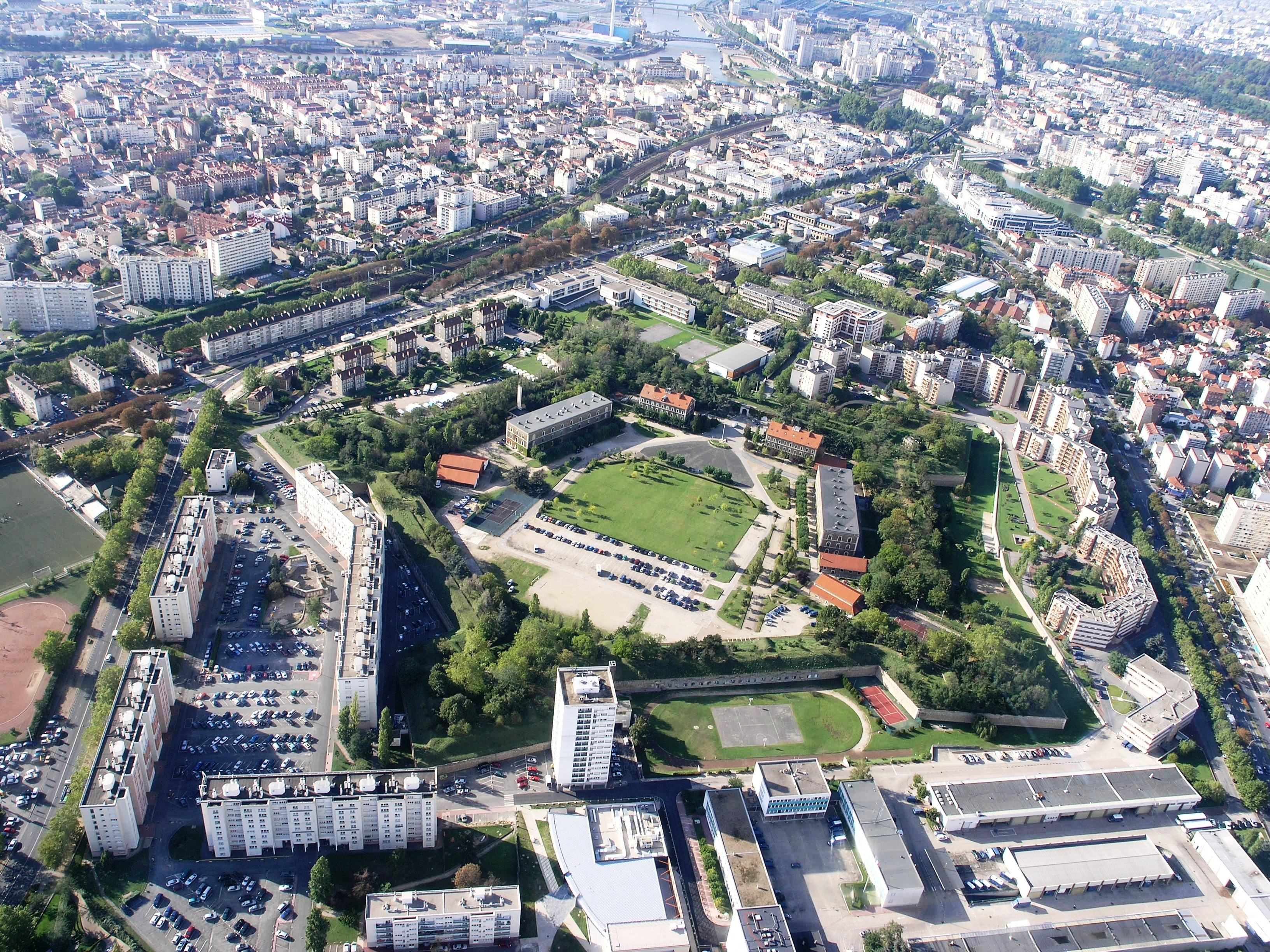
Вид города
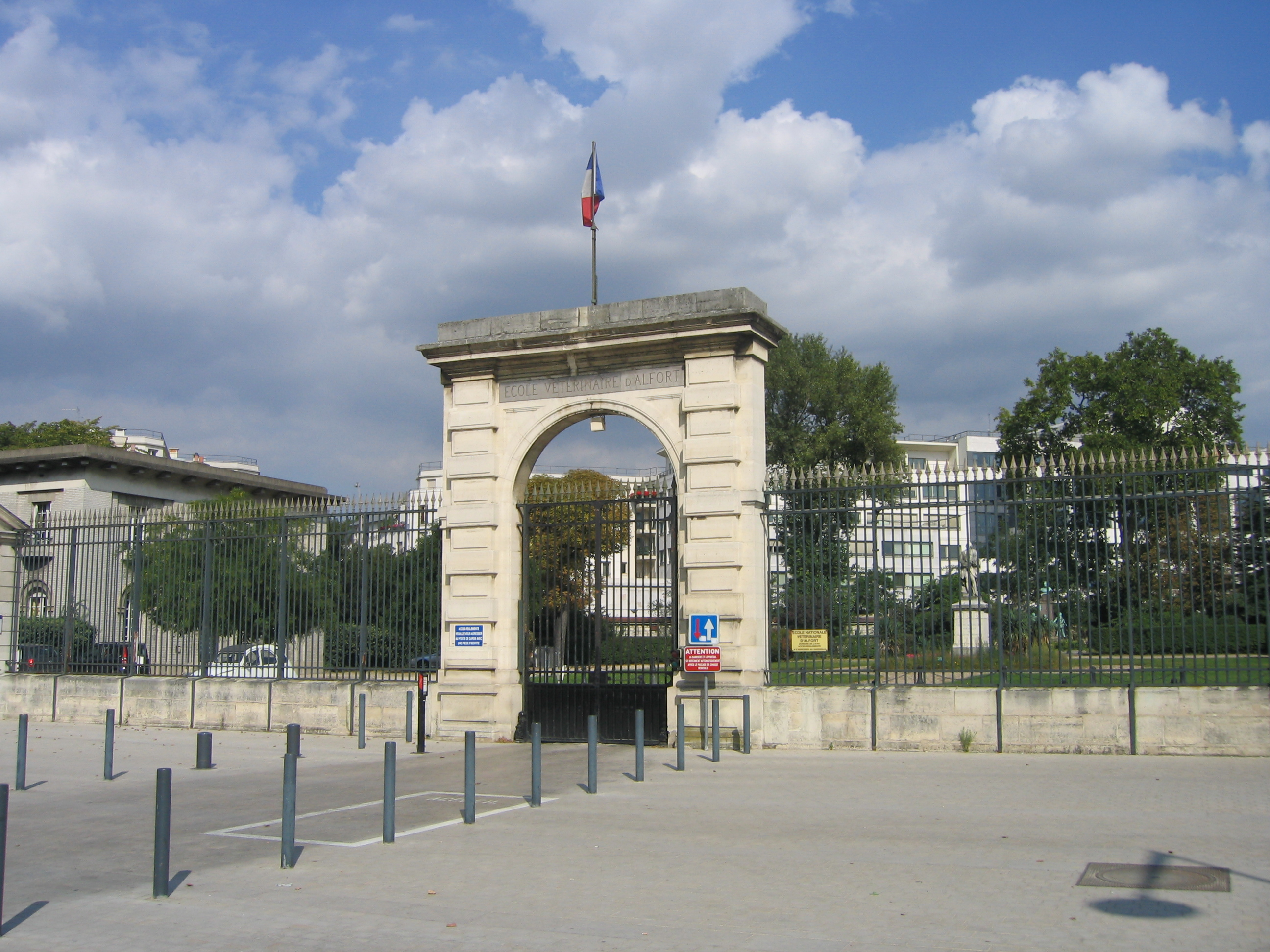
Национальная ветеринарная школа в Альфоре
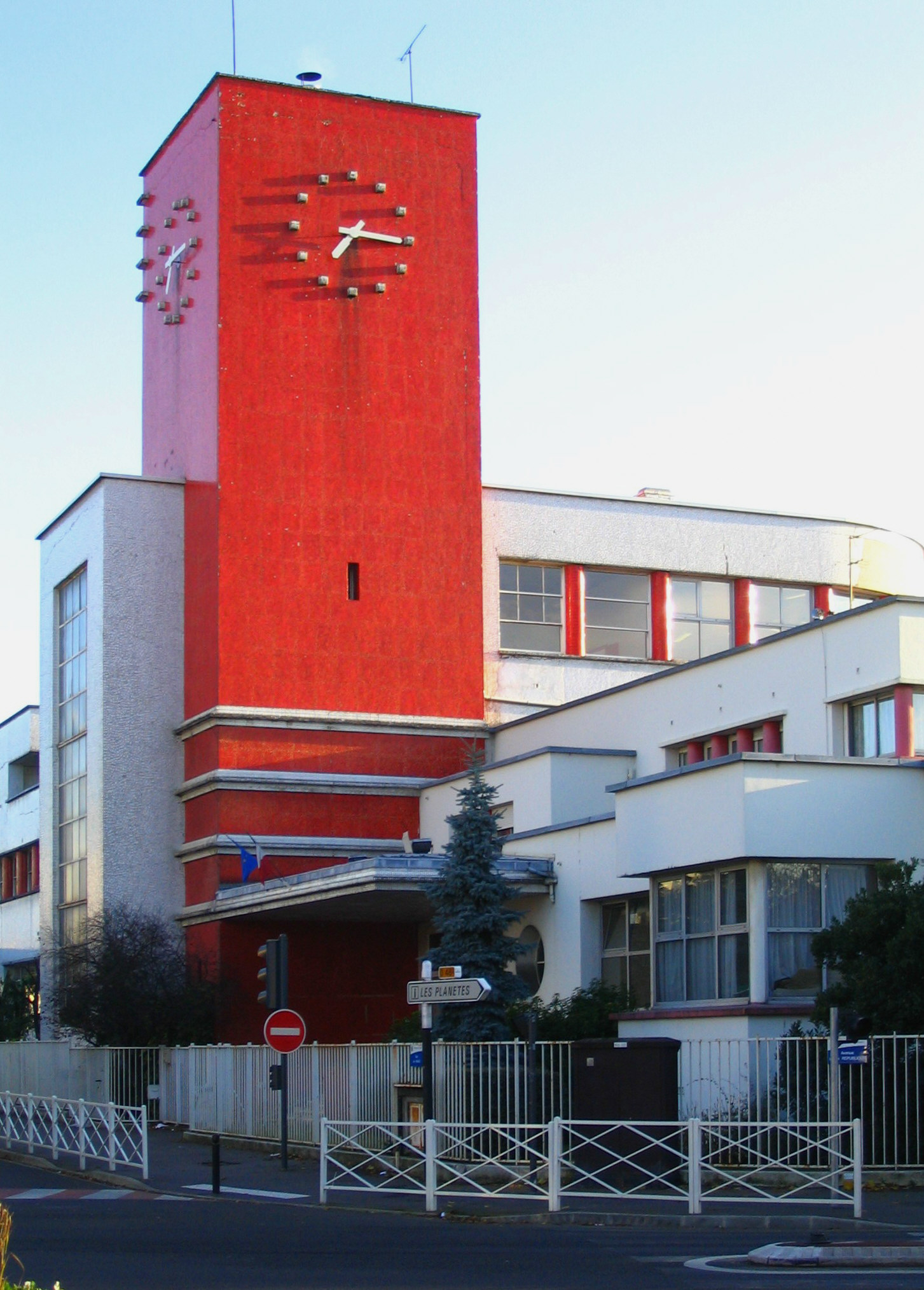